# Ватра
Ва́тра (рум. Vatra) — город в Молдавии в составе сектора Буюкань, муниципия Кишинёв.
Раньше назывался посёлок-станция Гидигич.
В честь посёлка было названо, находящееся рядом с ним, крупнейшее в Молдавии водохранилище, созданное позже чем посёлок.
Гидигич, посёлок городского типа (с 1963) в административном подчинении Кишиневского городского совета народных депутатов. Расположен на реке Бык, на шоссейной дороге Кишинев—Унгены, в 7 км от Кишинева. Железнодорожная станция Гидигич на линии Кишинёв—Унгены. С 6.1.1918 стало известно, что на станцию Гидигич прибыли румынские войска.
В окрестностях Ватра разрабатываются месторождения известняков, используемых в качестве строительства, камня и для получения извести. Средняя школа № 51, библиотека, амбулатория, детские сад, мастерские бытового обслуживания, магазины, отделение связи, почта, банк, пост местной полиции, православная церковь, винодельческие базы. После строительства Гидигичского водохранилища возле пос. Гидигич создана обширная зона отдыха с оборудоваными пляжами. После распада СССР, государство не поддерживает нормальное состояние прилегающей  территории этого озера.
Статус города, населенный пункт получил в первой половине 1990-х годов. В Ватре проживают примерно 60% молдаван,  12% этнических русских, 8% украинцев, 8% румын и 12% других национальностей. За всю историю этого города не было зарегистрировано межнациональных конфликтов. В городе функционирует лицей в котором преподают на румынском языке.

## Транспорт
Город связан с Кишинёвом автобусным маршрутом № 16, маршрутным такси № 171 и пригородным поездом на линии Кишинёв—Унгены.